# Бутин, Михаил Дмитриевич
Михаи́л Дми́триевич Бу́тин (23 октября 1835, Нерчинск, Забайкальской области — 7 апреля 1907, Нерчинск, Забайкальской области) — купец 1-й гильдии, золотопромышленник, благотворитель, меценат, коммерции советник, почётный гражданин, гласный Иркутской городской думы (1881—1884, 1894, 1898).

## Биография
Родился 23 октября 1835 года в Нерчинске.
Обучался в Нерчинском уездном училище, работал приказчиком на заводах купцов Кандинских, путешествовал по России, Европе и Америке.
В 1866 году вместе с братом Николаем организовал фирму «Торговый дом братьев Бутиных», в состав которой входили железоделательный, солеваренный и 3 винокуренных завода, около 50 золотых приисков в Забайкальской, Амурской и Приморской обл. Большую прибыль удалось получить от продажи хлеба и мануфактуры. Братья организовали поиски новых месторождений, реконструировали прииски и внедряли прогрессивные методы поиска и добычи золота.
В середине 1860-х Бутин построил в Нерчинске особняк в мавритано-готическом стиле.
Интерьер дома был украшен художественно оформленными каминами, разнообразными витражами и замысловатыми винтовыми лестницами. Пол был выполнен из наборного паркета красного дерева. В доме располагались приватный музей и огромная библиотека с сочинениями на 4 языках, картины, мраморные скульптуры, фарфор.
Особое впечатление на гостей производил зеркальный зал, огромные зеркала для которого были доставлены с Парижской выставки 1878.
Бутин жертвовал на благотворительность, в том числе на открытие в Нерчинске аптеки, типографии, гимназии, музыкальной школы, духовного училища. На его средства велись строительные работы в Воскресенском соборе.
В 1870 году Бутин организовал и экипировал экспедицию в Китай. Участвовал в разработке предложений по торговому договору между Россией и Китаем (1881).
В начале 1880-х годов, вследствие тяжелых погодных условиях, затруднивших промывку золотоносных песков, фирма оказалась банкротом, а предприятия отошли к кредиторам. Была образована «администрацию по делам братьев Бутиных». Более 10 лет промышленник доказывал в сибирских судах свою платёжеспособность и выиграл дело, но кредиторы вместе с администрацией распродали большинство предприятия. Бутины оказались разорены. После смерти в 1892 году брата Бутина — Николая Дмитриевича — фирма прекратила существование.
Также Бутин был известен как писатель, исследователь, коллекционер. Он написал исследования об экономике края, в том числе «Сибирь, её дореформенные суды и условия ведения торговых и промышленных дел до сооружения Сибирской железной дороги», которая была издана в Петербурге в 1900 году. Последние годы жизни жил в основном в Иркутске. В последние годы жизни возвратился на родину в Нерчинск.
Умер от воспаления почек. 9 апреля 1907 года Бутин был погребён на родине, в Нерчинске. Здесь же похоронены Н. Д. Бутин и другие члены династии.

## Награды
Был награждён орденами Св. Анны 3-й ст., Св. Станислава 3-й и 2-й ст., двумя большими золотыми медалями Общества любителей естествознания, антропологии и этнографии и Европейского научного общества, а также большой серебряной медалью за участие в Парижской выставке 1878 года и серебряной медалью РГО.

## Память
В Иркутске установлен бронзовый памятник Бутину, который изображает его сидящим на лавке с саквояжем около своего особняка, сейчас известного больше как Иркутский Дом актёра.
В Нерчинске в дворце Бутина находится Нерчинский Краеведческий музей, где большая часть экспозиций рассказывает о жизни, быте и роде Бутина. Здесь же установлен памятник Бутину.